# Albert Borsche
Gottfried Albert Borsche (* 23. Oktober 1809 in Stargard; † 29. Juni 1879 in Potsdam) war ein deutscher Jurist und preußischer Verwaltungsbeamter und Politiker.

## Leben
Albert Borsche studierte an den Universitäten Bonn und Berlin Rechtswissenschaften. 1828 wurde er Mitglied des Corps Borussia Bonn. Nach Abschluss des Studiums trat er in den preußischen Staatsdienst. 1837/38 war er interimistisch Landrat des Kreises Soldin. 1840/41 war er kommissarisch Landrat des Kreises Landsberg an der Warthe. 1841 wurde er Regierungsrat in Frankfurt an der Oder. 1856 wurde er zum Vortragenden Rat in der Oberrechnungskammer Potsdam ernannt. Später war er in gleicher Funktion beim Rechnungshof des Deutschen Bundes, des Norddeutschen Bundes und des Deutschen Reiches tätig.
Von 1859 bis 1867 gehörte Borsche für den Wahlkreis Frankfurt an der Oder dem Preußischen Abgeordnetenhaus zunächst für das Linke Zentrum und später für die Nationalliberale Partei an.

## Auszeichnungen
- Ernennung zum Geheimen Oberrechnungsrat, 1856